# Hibristicas
Las hibristicas (de hybris, audacia, afrenta) son fiestas que se celebraban en Argos por haber libertado las mujeres a la villa del sitio que le puso Cleomenes, rey de Esparta, hacia el año 530 a. C., después de haber devastado el país de los Argivos.
Telesila, mujer ilustre y poetisa, exhortando a todas las mujeres, las condujo a lo alto de los muros de Argos. Confundidos e indecisos los enemigos para emprender una lucha tan desigual, resolvieron por último levantar el sitio como lo verificaron inmediatamente. Los Argivos en recompensa, erigieron a Telesila en una de las plazas públicas una estatua teniendo en la mano un casco, y a sus pies varios libros para recordar junto a su heroísmo, su afición y su gusto por la literatura. 